# Dobritch
Pour l'oblast, voir Dobritch (oblast).
Dobritch (en bulgare : Добрич, en turc : Hacıoğlu Pazarcık, en roumain : Dobrici ou Bazargic durant la période 1913-1940) est une ville de Bulgarie, chef-lieu de l'oblast de Dobritch. Sa population était estimée à 84 502 habitants fin 2017.

## Géographie
Dobritch a été le centre historique de la région de la Dobroudja du Sud. Dans cette région également nommée Ludogorie, sont connues les stations balnéaires de Baltchik, Albena et Roussalka. C'est une région vivant principalement de l'agriculture et du tourisme. Elle est considérée comme le grenier à blé de la Bulgarie.
Dobritch se trouve à 40 km au nord-nord-ouest de Varna, à 121 km au nord-nord-est de Bourgas, à 168 km au sud-est de Bucarest et à 378 km à l'est-nord-est de Sofia.

## Histoire
La ville a été fondée au XVIe siècle par un marchand turc du nom de  Hacıoğlu, dont elle porta le nom durant la période ottomane,  jusqu'à l'indépendance de la Bulgarie en 1882. Le nom actuel de « Dobritch » a été attribué en référence à la région de la Dobrogée (Dobroudja), dont l'étymologie remonte au boyard Dobrotitch qui régna sur la région au XIVe siècle. 
Après le traité de Bucarest de 1913, confirmé par le traité de Neuilly en 1919, Dobritch et toute la Dobrogée du Sud furent incorporées à la Roumanie jusqu'en 1940. La ville portait alors en roumain le nom de Bazargic, issu de l'ancien nom turc Hacıoğlu Pazarcık, et était le chef-lieu du judet de Caliacra (ro). Après la signature des accords de Craiova du 7 septembre 1940, l'armée bulgare entra dans la ville le 25. Cette date fut célébrée comme le jour fériée de la ville, avant qu'il soit repoussé ensuite au 25 septembre.
Durant la période communiste et jusqu'en septembre 1990, elle fut nommée Tolboukhine (en bulgare : Толбухин). Ce nom lui fut donné en l'honneur de Fiodor Tolboukhine, un maréchal soviétique qui, pendant la Seconde Guerre mondiale, commandait le Troisième front ukrainien de l'Armée rouge lors de son offensive contre la Wehrmacht en Bulgarie à partir du 5 septembre 1944 ; le royaume de Bulgarie — qui avait rejoint l'Axe, mais n'avait jusqu'alors pas été en guerre contre l'Union soviétique — capitula le 7 septembre 1944 et déclara la guerre à l'Allemagne le 10 septembre 1944. Les plaques minéralogiques (TX) des véhicules qui y sont immatriculés en sont une réminiscence.

## Population
Dobritch est la huitième ville la plus peuplée de Bulgarie. La ville, comme l'oblast, compte une importante minorité turque.

## Transports
Par la route, Dobritch se situe à 37 km de la mer Noire et à 35 km de la frontière roumaine.

## Jumelages
La ville de Dobritch est jumelée avec :
- Saratov (Russie)
- Izmaïl (Ukraine) depuis 1996
- Pinsk (Biélorussie) depuis 1999
- Nowy Sącz (Pologne) depuis 2003
- Zalaegerszeg (Hongrie) depuis août 1992
- Kırklareli (Turquie) depuis 1993
- Constanţa (Roumanie) depuis 1998
- Golmud (Chine) depuis 2002
- Kavadartsi (Macédoine) depuis le 25 septembre 1995
- Schaffhouse (Suisse) depuis 1991 Partenariat inter-hospitalier.